# ارون فيلر
ارون فيلر شخصية خيالية ظهرت في مسلسل وادي الذئاب في الجزء الرابع بدور ممثل القوى الغربية والأمريكية في تركيا اطلقوا عليه اسم عراب الشرق الأوسط أو ممثل أمريكا ويعمل تحت امره الكثير من الشخصيات ابرزها داود تتر اوغلو وانجي تتر اوغلو . من أبرز أعماله محاولة اغتيال رئيس الوزراء في نهاية الجزء الثالث.
يظهر بكاريزما عالية من الثقة والتخطيط كما يمتلك خطط دائمة وهو وراء تربية ابنة مراد في أمريكا مع أحد رجال الاستخبارات وزوجته مارغريت (مارغريت هي من أعوانه أيضا)